# Leah Isadora Behn
Leah Isadora Behn (Hankø, 8 april 2005) is het tweede kind en tweede dochter van prinses Märtha Louise van Noorwegen en de Noorse schrijver Ari Behn.

## Biografie
Leah is de zesde in lijn voor de Noorse troon. Ze heeft twee zusters, Maud Angelica Behn en Emma Tallulah Behn.
Leah is vernoemd naar een personage uit Star Wars, prinses Leia en naar de Amerikaanse danseres Isadora Duncan.
Leah werd op 16 juni 2005 in de Slotkapel van Oslo gedoopt. Haar peetouders zijn: prinses Laurentien, Gry Brusletto, Katharina Salbu, Espen Bjørshol, Jon Andreas Håtun en Didrik Vigsnæs, de man van een bruidsmeisje van prinses Märtha Louise.